# Jabłonna (Masovia)
Jabłonna è un comune rurale polacco del distretto di Legionowo, nel voivodato della Masovia.
Ricopre una superficie di 64,55 km² e nel 2004 contava 12 016 abitanti.

## Amministrazione

### Gemellaggi
Jablonna è gemellata con Vignanello, paese italiano della Provincia di Viterbo.